# Sərək
Sərək è un comune dell'Azerbaigian situato nel distretto di Astara. Conta una popolazione di 1 603 abitanti.